# Zou Yan
Zou Yan (305?-240 v.Chr.) was een Chinese filosoof uit de periode van de Honderd Scholen van het denken. Hij legde speculatief een relatie tussen Wu Xing, de leer van de vijf fasen en opeenvolgende historische tijdperken. Hij ging daarbij uit van een cyclisch proces met een vaste volgorde van die vijf fasen, waarbij de volgende fase steeds de voorafgaande fase overwon. Omdat elke dynastie onder invloed stond van de qi van een van de vijf fasen, zou ook de opeenvolging van dynastieën een vaste volgorde kennen. Als de voortekenen van de nieuwe fase tijdig werden onderkend, zou ook de komst van een nieuwe dynastie voorspelbaar worden. Qin Shi Huangdi (r.221-210 v.Chr.), de eerste keizer van de Qin-dynastie, was een aanhanger van deze theorie, maar Zou Yan werd pas echt bekend onder de Westelijke Han-dynastie (206 v.Chr.-8 n.Chr.), toen Dong Zhongshu (179-104 v.Chr.) het confucianisme verbond met het correlatiedenken van onder andere Zou Yan. Sindsdien wordt hij beschouwd als een filosoof die (retrospectief) wordt gerekend tot een yin-yangschool, maar waarschijnlijk eerder behoorde tot de categorie optekenaars of hofhistoriografen. De aan het hof van de Eerste Keizer verbonden magiërs, alchemisten en voorspellers (fangshi, 方士) beriepen zich voor hun kennis over onsterfelijkheid op Zou Yan.

## Biografie

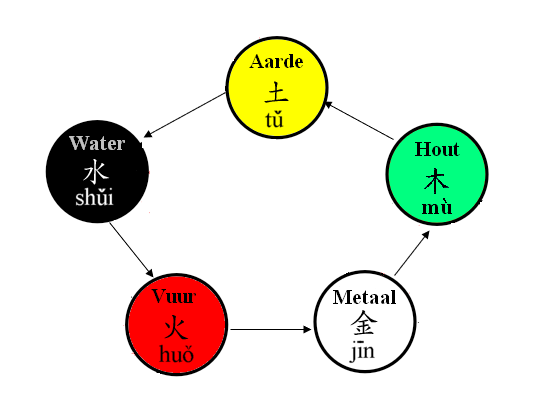
Vijf fasen in de volgorde volgens Zou Yan, waarbij een oude fase steeds wordt overwonnen door een nieuwe fase

Van de levensloop van Zou Yan is weinig bekend. Dit maakt hem historisch gezien tot een schimmige figuur. Behalve twee titels zijn er geen geschriften van hem overgeleverd. Ook in werken van tijdgenoten wordt hij nauwelijks vermeld. In juan 19 van de Geschriften van Meester Han Fei (Han Feizi), een werk uit de 3e eeuw v.Chr. wordt hij een adviseur zonder enige invloed genoemd. In plan (策, ce) 456 van de Plannen der Strijdende Staten (Zhanguoce, samengesteld door Liu Xiang, 79/77 - 8/6 v.Chr.) wordt hij daarentegen geroemd als een bekwaam adviseur uit de staat Qi. Zijn enige biografie bevindt zich in Shiji, samengesteld door Sima Qian (ca.145-ca.86 v.Chr.). Daar staat hij vermeld in juan 74, een hoofdstuk dat ook de beduidend kortere biografieën bevat van twee belangrijke confucianistische geleerden, Mencius en Xunzi.
Zou Yan was afkomstig uit de staat Qi, het huidige Shandong. Dit gebied was bekend om zijn alchemistische en sjamanistische praktijken. Ook de principes van yin en yang werden van oudsher met deze magie in verband gebracht. De heersers van Qi waren actieve bevorderaars van geleerdheid. Rond 318 v.Chr. werd in de hoofdstad Linzi de Jixia Academie gevestigd, een ontmoetingsplaats voor talrijke geleerden. Ook Zou Yan kwam uit een familie van geleerden. In Qi moet hij in hoog aanzien hebben gestaan. Als leraar aan de Academie ontving hij de titel "hoogste doctor" (shang dafu, 上大夫). Ook in buurstaten werd hij zeer gerespecteerd. In de staat Wei werd Zou Yan bij aankomst aan de stadspoort door de koning persoonlijk verwelkomd. Koning Zhao (r.311-278 v.Chr.) van de staat Yan liet een speciaal paleis bouwen, waarin hij persoonlijk les kon krijgen van Zou Yan.

## Geraadpleegde literatuur
- Fung Yu-lan, A History of Chinese Philosophy, Princeton (Princeton University Press) 1952 (2e druk), vertaald door Derk Bodde, Deel 1 (The Period of the Philosophers from the beginning to circa 100 B.C.), ISBN 0-691-02021-3, pp. 159-170.
- Graham, A.C., Disputers of the Tao. Philosophical Argument in Ancient China, Chicago/La Salle (Open Court) 1989, ISBN 0-8126-9088-5, pp. 328-330.
- Leeuw, Karel van der, Het Chinese denken. Geschiedenis van de Chinese filosofie in hoofdlijnen, Amsterdam/Meppel (Boom) 1994, ISBN 90-5352-088-0, pp. 113-118.
- Schwartz, Benjamin I., The World of Thought in Ancient China, Cambridge, Mass. (Belknap Press) 1985, ISBN 0-6749-6191-9, pp. 356-384.
- Sommer, Deborah, Zou Yan in: Xinzhong Yao (red.), Routledge Curzon Encyclopedia of Confucianism, Londen (Routledge) 2003, deel 2, p. 855, ISBN 978-0-415-51522-1.